# Тодорокит
Тодорокит — минерал, М2+Mn43+O7*2-xH2O; где M2+ = Mn, Zn, Mg, Ba, Cr, Ca, Pb, Na2, K2.
Минерал впервые обнаружен в шахте Тодороки (Хоккайдо, Япония) в 1934 году.

## Свойства
Кристаллы ромбические или моноклинные. Габитус волокнистый. Цвет серо-чёрный. Блеск полуметаллический. Твёрдость по шкале Мооса менее 2. Удельный вес 3,28 — 3,51.